# Cantone di Podensac
Il Cantone di Podensac era una divisione amministrativa dell'Arrondissement di Langon.
A seguito della riforma approvata con decreto del 20 febbraio 2014, che ha avuto attuazione dopo le elezioni dipartimentali del 2015, è stato soppresso.

## Composizione
Comprendeva i comuni di:
- Arbanats
- Barsac
- Budos
- Cérons
- Guillos
- Illats
- Landiras
- Podensac
- Portets
- Preignac
- Pujols-sur-Ciron
- Saint-Michel-de-Rieufret
- Virelade